# هينك نينهويس
هينك نينهويس (بالهولندية: Henk Nienhuis)‏ هو لاعب كرة قدم هولندي في مركز الوسط، ولد في 11 أغسطس 1941 في نيو-باونن في هولندا، وتوفي في 18 فبراير 2017 في فيندام في هولندا بسبب سرطان البروستاتا. لعب مع نادي فيندام.